# Премия имени А. Д. Архангельского
Премия имени А. Д. Архангельского — премия, присуждаемая с 1993 года Российской академией наук. Присуждается Отделением геологии, геофизики, геохимии и горных наук за выдающиеся научные работы по региональной геологии.

Премия названа в честь русского и советского геолога А. Д. Архангельского.

## Лауреаты премии
- 1993 — Соломон Маркович Тильман — за цикл работ по региональной геологии и тектонике Северо-Востока России
- 1997 — Николай Владимирович Короновский — за серию работ по региональной геологии
- 2000 — Феликс Петрович Митрофанов — за «Геологическую карту Кольского региона масштаба 1:500 000 (1996 г.); геолого-геохронологические основы, геодинамические и металлогенические следствия»
- 2002 — Виктор Ефимович Хаин — за монографию «Тектоника континентов и океанов»
- 2005 — Сергей Алексеевич Куренков, Алексей Николаевич Диденко и Владимир Александрович Симонов — за монографию «Геодинамика палеоспрединга»
- 2008 — Юрий Олегович Гаврилов — за монографию «Динамика формирования юрского терригенного комплекса Большого Кавказа: седиментология, геохимия, постседиментационные преобразования»
- 2011 — Виктор Николаевич Пучков — за монографию «Геология Урала и Приуралья (актуальные вопросы стратиграфии, тектоники, геодинамики и металлогении)»
- 2014 — Кирилл Евгеньевич Дегтярёв — за монографию «Тектоническая эволюция раннепалеозойских островодужных систем и формирование континентальной коры каледонид Казахстана»
- 2017 — Юрий Иванович Тесаков — за монографию «Силурийский бассейн Восточной Сибири»
- 2020 — Марина Валентиновна Лучицкая — за монографию «Гранитоидный магматизм и становление континентальной коры северного обрамления Тихого океана в мезозое-кайнозое»
- 2023 — член-корреспондент РАН Андрей Анатольевич Сорокин, кандидат геолого-минералогических наук Виктор Александрович Заика и Александра Юрьевна Кадашникова — за цикл работ «Геодинамическая эволюция Монголо-Охотского орогенного пояса и тектоническая позиция рудных месторождений»